# 箱根山
箱根山（日语：／ Hakone-yama）是日本的一座火山，跨越神奈川縣和靜岡縣縣境，現指定為富士箱根伊豆國立公園。地名「箱根」在古時也記做「函根」，因此「箱根山」也寫作函根山，另稱函嶺、函嶺洞門等。

## 概要
箱根山是40萬年前開始活動的第四紀火山，可見破火山口、內火山錐，以及兩重外輪山構造。破火山口內側有堰塞湖蘆之湖。現在大涌谷等地仍有噴氣與硫磺等火山活動，甚至有些地方會噴出具致死性的火山氣體。
箱根火山下的岩漿規模尚未明朗，但依據目前的地震觀測結果，岩漿上端大略在地下5㎞以下的位置。山體南側是被大幅侵蝕的湯河原火山。
箱根山由於仍是活火山，有火山活動，因此被火山噴火預知連絡會選為必須充實火山防災監視、觀測體制的火山。
山腰、山麓有許多溫泉，形成非常著名的溫泉鄉箱根溫泉。平安初期以前，東海道在箱根山西方北上至金時山跨越北方的足柄峠後繼續往東方延伸。之後富士山的延曆噴火（800年 - 802年）造成道路中斷，東海道改通過箱根山南方的箱根峠，此地成為交通要衝。江戶時代設有箱根關所，嚴格執行取締。
明治維新以後，箱根地區逐漸成為高級度假地。戰後在積極開發下，度假設施、別墅地、旅館、美術館等眾多休閒設施陸續完工，也引發了俗稱箱根山戰爭的巨大集團觀光客輸送競爭。雖然不如全盛期，但近年在溫泉主題公園等設施帶動下，依然吸引眾多觀光客、度假客到訪。
箱根山由於是知名觀光地，有著發達的鐵道交通運輸。都心可搭乘小田急電鐵的浪漫特快直達箱根湯本站，交通非常便利。
東海道（國道1號）在現在仍是東西重要交通路線，而全線標高最高的箱根山正是該道路最大的難點，但在東名高速道路與國道246號開通之後，現在箱根山的幹線重要性已不如以往。即使如此，觀光帶來的龐大車流，加上周邊的國道138號與各收費道路，在假期常有交通堵塞。
2007年，「箱根火山」入選日本地質百選，2012年9月再以箱根地質公園成為日本地質公園之一。
| 古 期 外 輪 山 中央火口丘 芦ノ湖 相 模 灣 ▲三國山 ▲箱根駒岳 ▲金時山 ▲明神岳 ▲明星岳 ▲神山 ▲台ヶ岳 ▲火打石山 ▲丸岳 ▲上二子山 ▲下二子山 ▲大觀山 ▲塔之峰 ▲屏風山 ▲冠岳 ▲淺間山 ▲鷹巢山 ●湖尻峠 ●長尾峠 ●乙女峠 ●矢倉澤峠 ●箱根峠 ●山伏峠 足柄平野 仙石原 強羅 大涌谷 箱根湯本 桃源台 小田原 元箱根 |
| 箱根山地形圖 |

## 活動史
依據其活動期，從舊到新分為「古期外輪山」、「新期外輪山」、「中央火口丘」三類。

### 古期外輪山
箱根火山活動從約40萬年前開始，在經歷多次噴發後，約25萬年前形成被稱為古箱根火山、標高2,700公尺的富士山型成層火山。之後仍不斷噴發，在約18萬年前的山岳中心因地底空洞化而陷落，形成巨大的破火山口。此時，圍繞在周邊的塔之峰、明星岳、明神岳、丸岳、三國山、大觀山、白銀山等海拔1,000公尺左右的山岳被稱為「古期外輪山」。金時山雖然像是外輪山的一峰，但該山是古箱根火山山腰形成的側火山。

### 新期外輪山
破火山口誕生後的2萬6千年間，火山活動穩定，但在約13萬年前起火山活動開始活躍，破火山口內形成小型的盾狀火山。約5萬2000年前，盾状火山發生普林尼式噴發，再次陷落的東部至南部形成淺間山、鷹巢山、屏風山等半月形的山岳「新期外輪山」。這次噴發帶來50億立方公尺的火山碎屑流，範圍西至富士川，東至現在橫濱市郊外。該火山碎屑流堆積的碎屑稱為東京輕石與箱根東京輕石。

### 中央火口丘

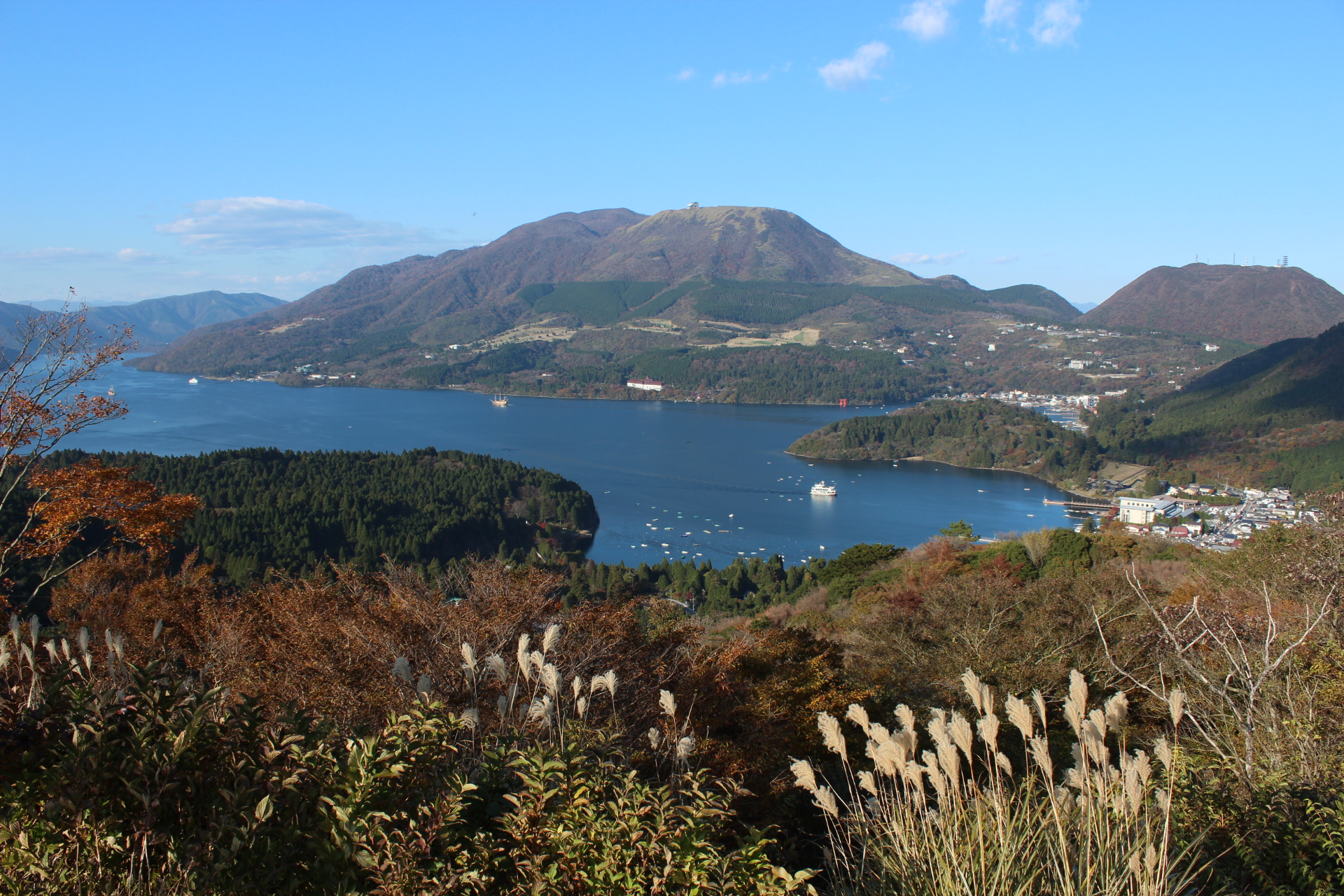
中央火口丘與蘆之湖。中央是箱根駒岳與神山。右上為二子山。

約5萬年前，破火山口內再次開始火山活動，形成先神山（pre-Kamiyama）。先神山的活動從「噴發碎屑」變為「噴發類岩片」最後「先神山一部分崩壞形成早川泥流」。之後大量流出高黏性的熔岩，「形成火山穹丘與火山穹丘崩壞型碎屑流」，最後形成中央火口丘群。中央火口丘群包含台岳、箱根駒岳、上二子山、下二子山等火山穹丘。此時的火山碎屑流流至舊早川，在現在仙石原一帶形成堰塞湖「仙石原湖」。

### 最近1萬年間的活動
最近1萬年間的活動限於破火山口內的後期中央火口丘群。此時期火山活動的特徵是形成火山爆發噴發岩漿或形成火山穹丘，以及發生火山穹丘崩壞型火山碎屑流。
岩漿噴發共有三次，分別是約8000年前的神山山頂、約5700年前的二子山火山穹丘、約3200年前的神山。神山北側在山體崩塌後形成冠岳。
約3000年前，神山西北斜面的山體崩塌，噴發大量水蒸氣，形成大涌谷，蒸氣噴發引起的土石流填埋一半以上的仙石原湖，形成仙石原，早川上游（現在湖尻一帶）另形成堰塞湖蘆之湖。

### 史後活動
有史以來，火山活動限於大涌谷周邊的蒸氣噴發。其中12世紀後半至13世紀曾噴發3次。21世紀噴發1次。
2015年5月6日，火山活動開始活躍，氣象廳將噴發警戒等級從1（當時稱為「平常」。現稱為「留意活火山」）提升至2（火山口周邊管制）。接著在6月30日出現小規模噴發，噴發警戒再升至3（入山管制），針對大涌谷周邊半徑1公里發出避難指示。

## 主要的山

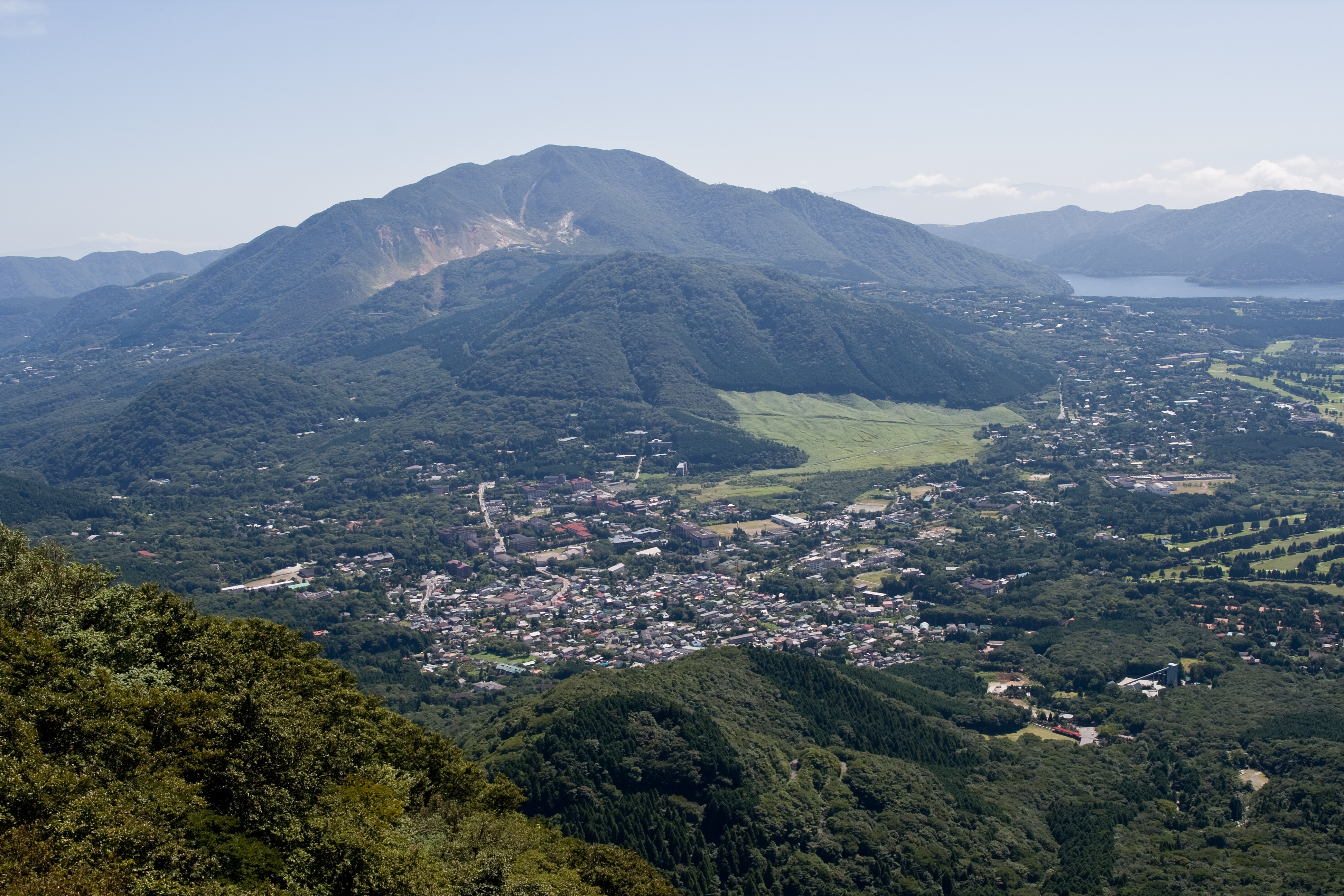
從金時山望中央火口丘
從後方開始是神山、大涌谷、台岳、仙石，右邊是蘆之湖

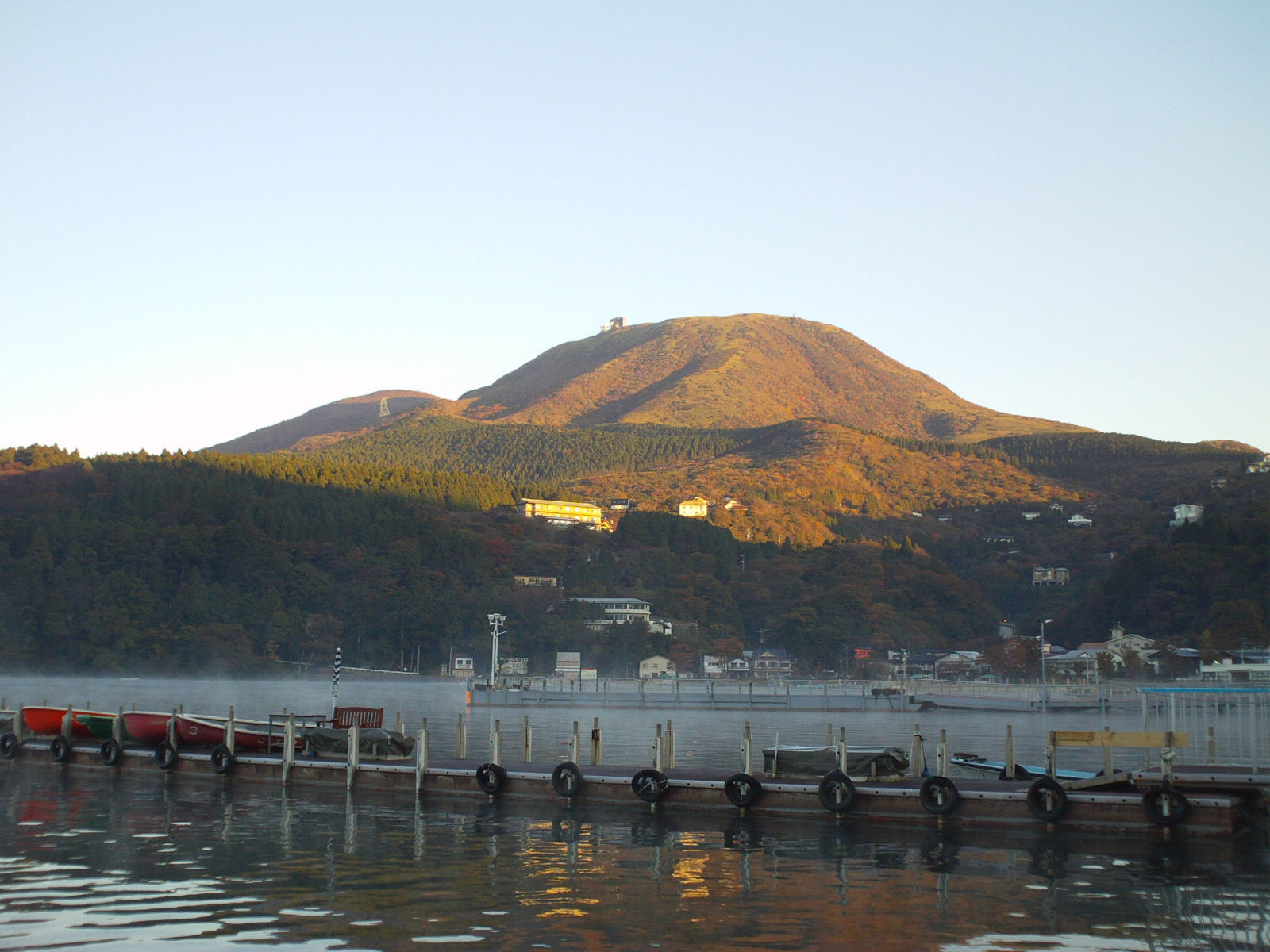
從蘆之湖湖畔望箱根駒岳

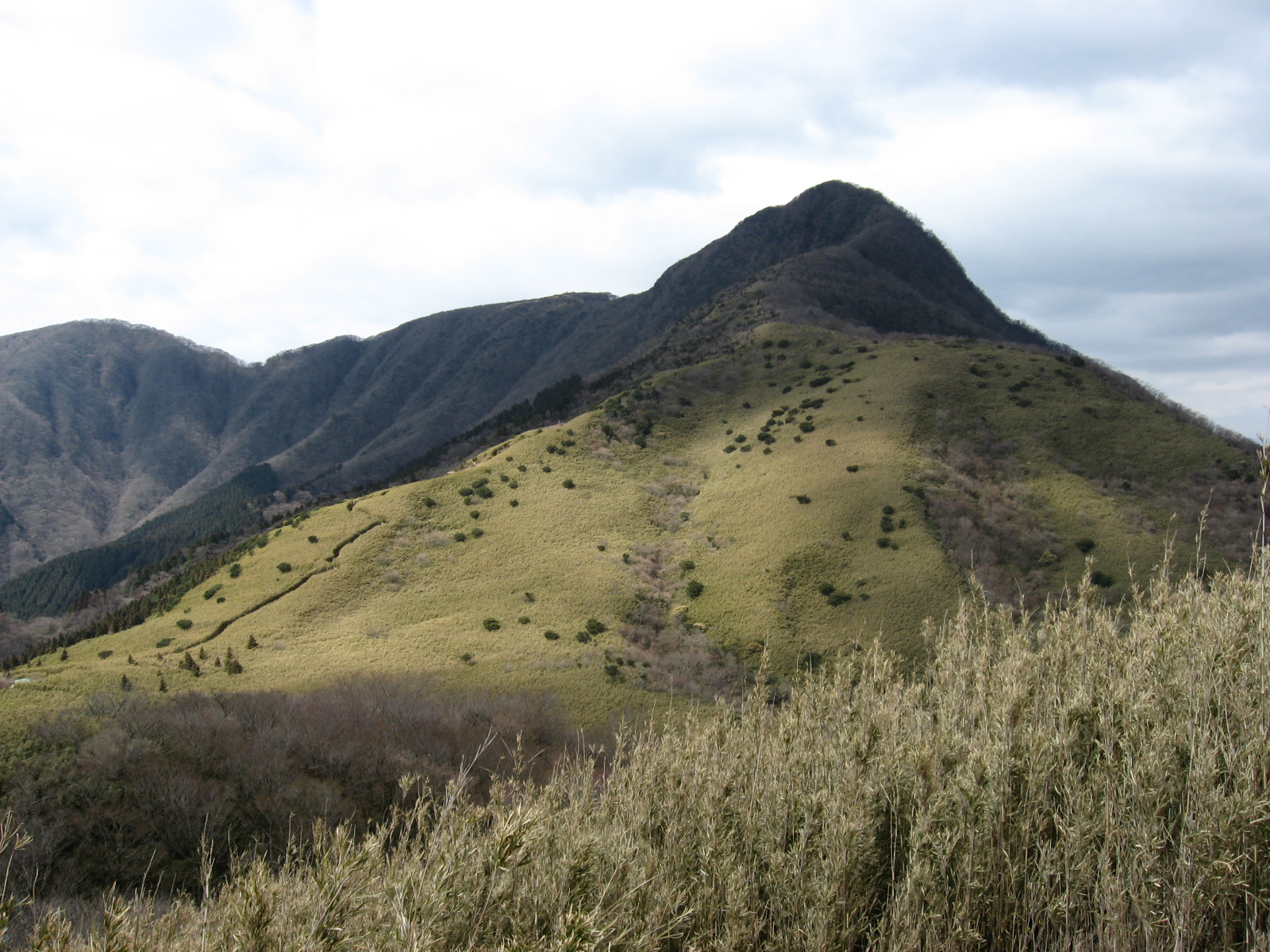
從矢倉澤峠附近望金時山

- 中央火口丘
  - 冠岳（1409m）
  - 神山（1438m）- 箱根山最高峰
  - 箱根駒岳（日语：箱根駒ヶ岳）（1356m）
  - 上二子山（日语：二子山 (神奈川県箱根町)）（1091m）
  - 下二子山（1065m）
  - 早雲山（日语：早雲山）（1153m）
- 新期外輪山
  - 屏風山（948m）
  - 鷹巢山（日语：鷹巣山 (神奈川県)）（834m）
  - 淺間山（日语：浅間山 (箱根町)）（802m）
- 古期外輪山
  - 白銀山（993m）
  - 大觀山（1011m）
  - 三國山（日语：三国山 (箱根山外輪山)）（1102m）
  - 丸岳（日语：丸岳 (神奈川県・静岡県)）（1156m）
  - 金時山（日语：金時山）（1212m[8]） - 實際上非外輪山，而是古箱根火山的側火山
  - 明神岳（日语：明神ヶ岳 (神奈川県)）（1169m）
  - 明星岳（日语：明星ヶ岳 (神奈川県)）（924m）
  - 塔之峰（日语：塔ノ峰）（566m）

箱根山北部金時山至足柄峠又稱作足柄山（あしがらやま），以金太郎誕生地聞名。

## 山口
- 箱根峠（→靜岡縣田方郡函南町）
- 湖尻峠（日语：湖尻峠）（→靜岡縣裾野市）
- 長尾峠（日语：長尾峠 (神奈川県・静岡県)）（→靜岡縣御殿場市）
- 乙女峠（日语：乙女峠 (神奈川県・静岡県)）（→靜岡縣御殿場市）
- 矢倉澤峠（→神奈川縣南足柄市）
- 足柄峠（日语：足柄峠）（靜岡縣駿東郡小山町←→神奈川縣南足柄市）

## 關連項目
- 破局噴火
- 箱根山戰爭
- 箱根驛傳
- 日本地質百選

## 外部連結
- 箱根地質公園 （页面存档备份，存于）
- 箱根山 （页面存档备份，存于） - 氣象廳
- 日本活火山總覧（第4版）Web掲載版 箱根山PDF - 氣象廳
- 箱根火山的故事 （页面存档备份，存于） - 箱根町
- 箱根火山群 （页面存档备份，存于） - 產業技術綜合研究所地質調査綜合中心
- 國土地理院 地圖閱覽システム 2萬5千分1地形圖名：箱根 (北西) （页面存档备份，存于）